# 1963年1月9日月食
1963年1月9日月食为一次在协调世界时1963年1月9日出現的半影月食。該次月食半影食分為1.044、全影食分為-0.014。

## 概述
這次月食的食分是7.37。

## 基本參數
- 類型：半影月食
- 食甚資料：
  - 日期：1963年1月9日
  - 時間：23:19
  - 月球位置：赤經7.37度、赤緯21.1度
  - 食分：半影食分：1.044、全影食分：-0.014

## 外部連結
- NASA月食專頁（页面存档备份，存于）（英文）